# 鹿屋串良ジャンクション
鹿屋串良ジャンクション（かのやくしらジャンクション）は、鹿児島県鹿屋市串良町細山田にある東九州自動車道および大隅縦貫道（串良鹿屋道路）のジャンクションである。
2014年12月21日に東九州自動車道の加治木ジャンクション方面と大隅縦貫道が供用開始。2013年9月以前の仮称は「鹿屋串良インターチェンジ」であった。

## 概要
計画当初の旧鹿屋市と串良町（市町村合併により2006年にいずれも現鹿屋市の一部となる）の境付近に位置しているため、鹿屋市街からは離れた位置にある。鹿屋串良JCTから鹿屋市街・錦江町・肝付町方面へは、大隅縦貫道（串良鹿屋道路）で連絡をしている。鹿屋串良JCT自体には一般道との出入口がないため、車両の乗り入れには大隅縦貫道の細山田IC・東原IC・笠之原ICを利用する形になる。また、東九州自動車道の清武JCT - 末吉財部IC間が新直轄方式による建設となるため、鹿屋串良JCTを含めた該当区間は通行料金が無料となる。
鹿屋串良JCTおよび大隅縦貫道の開通までは、都城IC（宮崎自動車道）と国分IC（東九州自動車道）が鹿屋市からの最寄りインターチェンジであった。ただし、鹿屋市役所では宮崎市などが目的地の場合は末吉財部ICから国道10号経由で都城ICへ乗り継ぐルートを案内している。
なお、当ジャンクションの緯度・北緯31度27分02秒は、本州・四国・九州にまたがる高速道路網の薩摩側の当面の南端・谷山インターチェンジの北緯31度31分より南であり、高速自動車国道の施設としては最南端に位置する。

## 歴史
- 1997年（平成9年）12月：東九州自動車道 鹿屋串良IC - 末吉財部IC間に施工命令[5]。
- 1998年（平成10年）12月：東九州自動車道 志布志IC - 鹿屋串良IC間と、大隅縦貫道（串良鹿屋道路） 鹿屋串良IC - 笠之原IC間に施工命令[5][6]。
  - 施工命令直後の1999年時点では鹿屋串良IC - 末吉財部IC間は2007年度、鹿屋串良IC - 志布志IC間は2008年度開通予定とされていた[7]。
- 2003年（平成15年）度：大隅縦貫道 鹿屋串良IC - 東原IC間が着工[1]。
- 2004年（平成16年）：東九州自動車道の清武JCT - 末吉財部IC間が新直轄方式での建設に変更され、同時に施工命令が撤回される。
- 2007年（平成19年）
  - 3月21日：東九州自動車道 鹿屋串良IC - 大隅IC（現・曽於弥五郎IC）間が着工[8]。
  - 12月16日：東九州自動車道 志布志IC - 鹿屋串良IC間が着工[9]。
- 2013年（平成25年）9月9日：鹿屋串良ICの正式名称が鹿屋串良JCTに決定される[2]。
- 2014年（平成26年）12月21日：東九州自動車道 鹿屋串良JCT - 曽於弥五郎IC間、および大隅縦貫道（串良鹿屋道路） 鹿屋串良JCT - 笠之原IC間開通に伴い供用開始[10]。
- 2020年（令和2年）7月：令和2年7月豪雨により東九州自動車道 志布志IC - 鹿屋串良JCT間の建設現場が被災。このため同年11月に志布志IC方面の開通予定が「2020年度内」（2021年3月まで）から「2021年夏ごろ」に変更された[11]。
- 2021年（令和3年）7月17日：志布志IC - 鹿屋串良JCT間開通[12]。

## 接続する道路
- E78 東九州自動車道
- 大隅縦貫道（串良鹿屋道路）

## ギャラリー

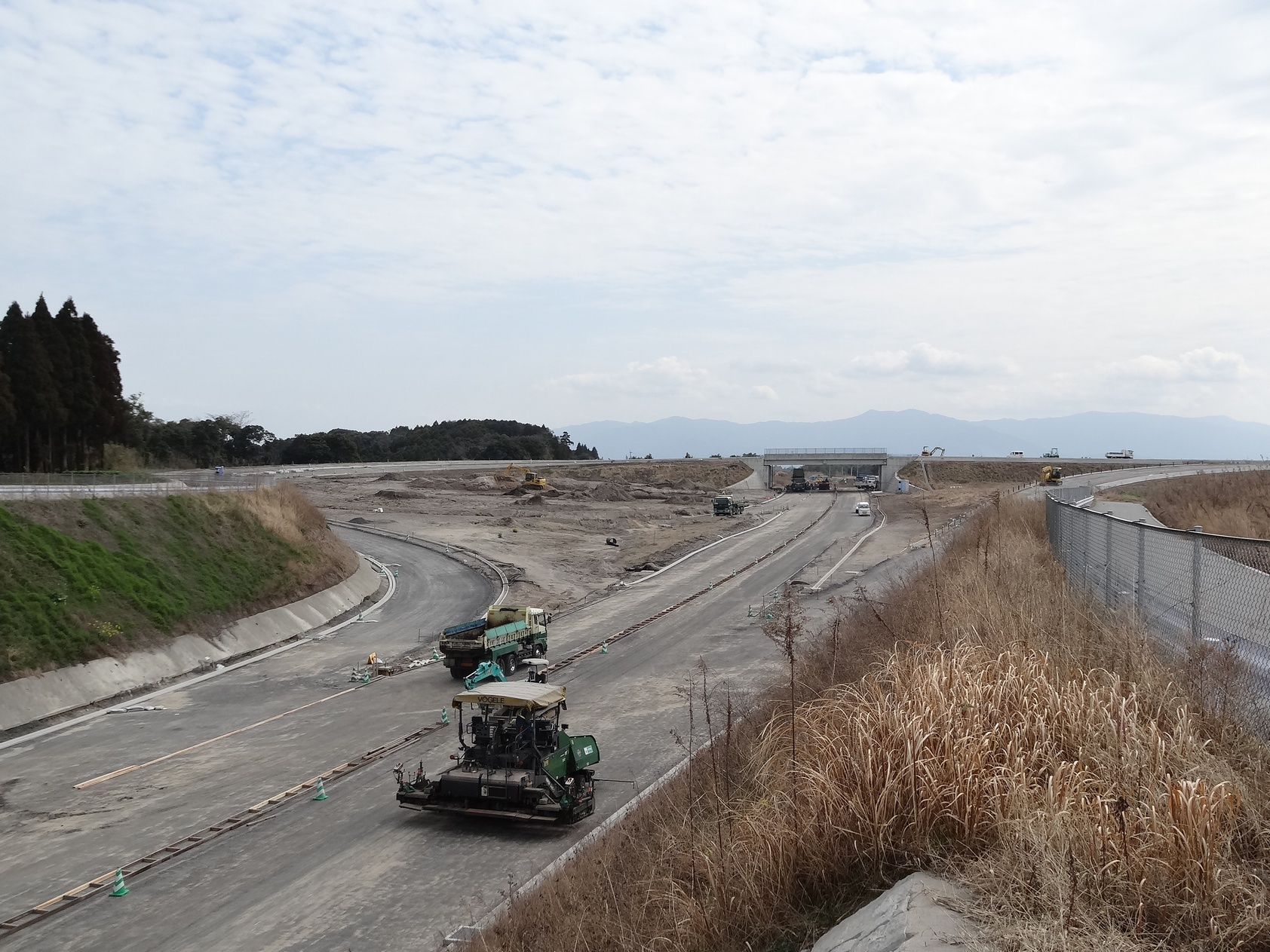
2013年2月撮影
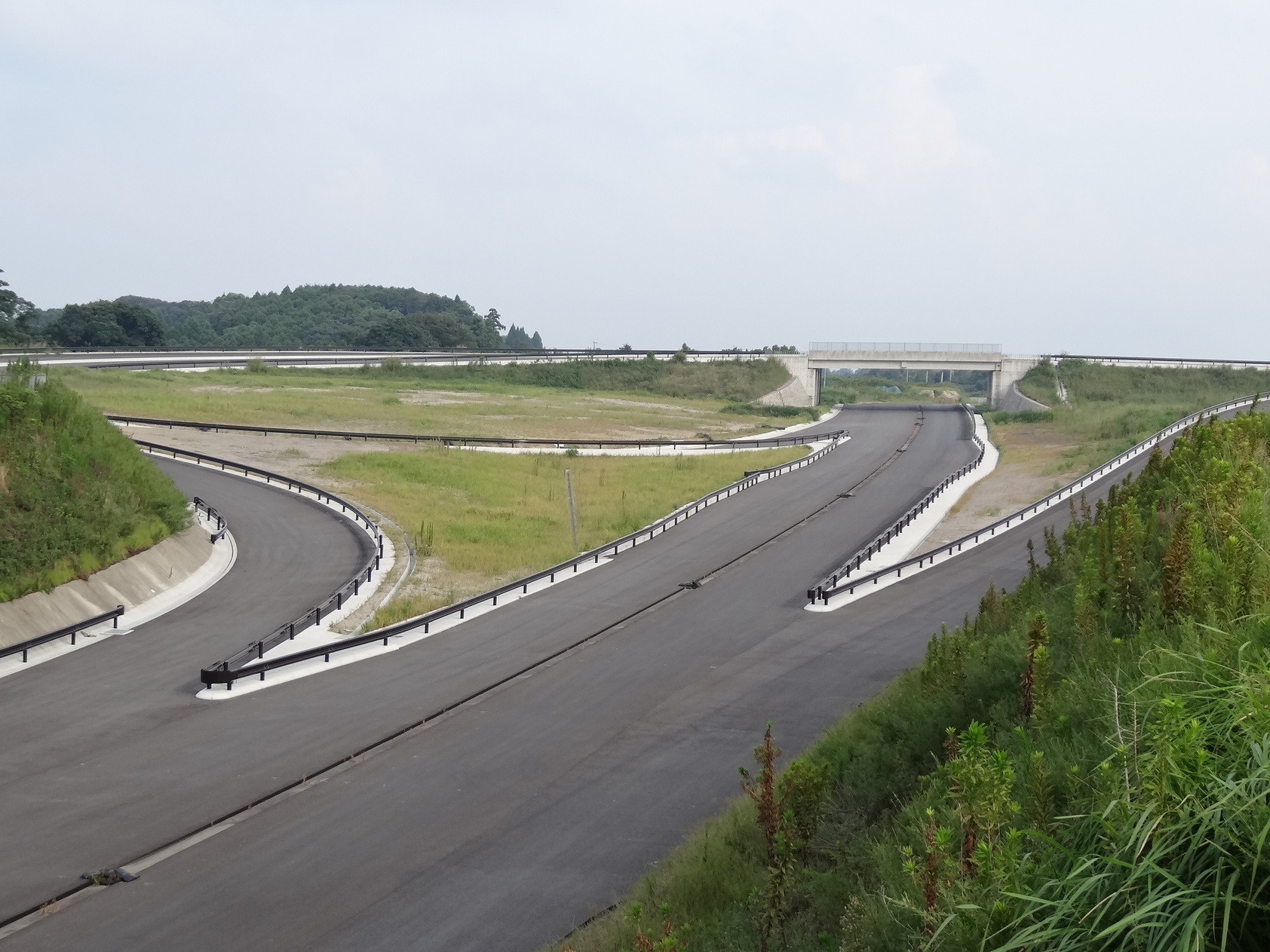
2013年8月撮影
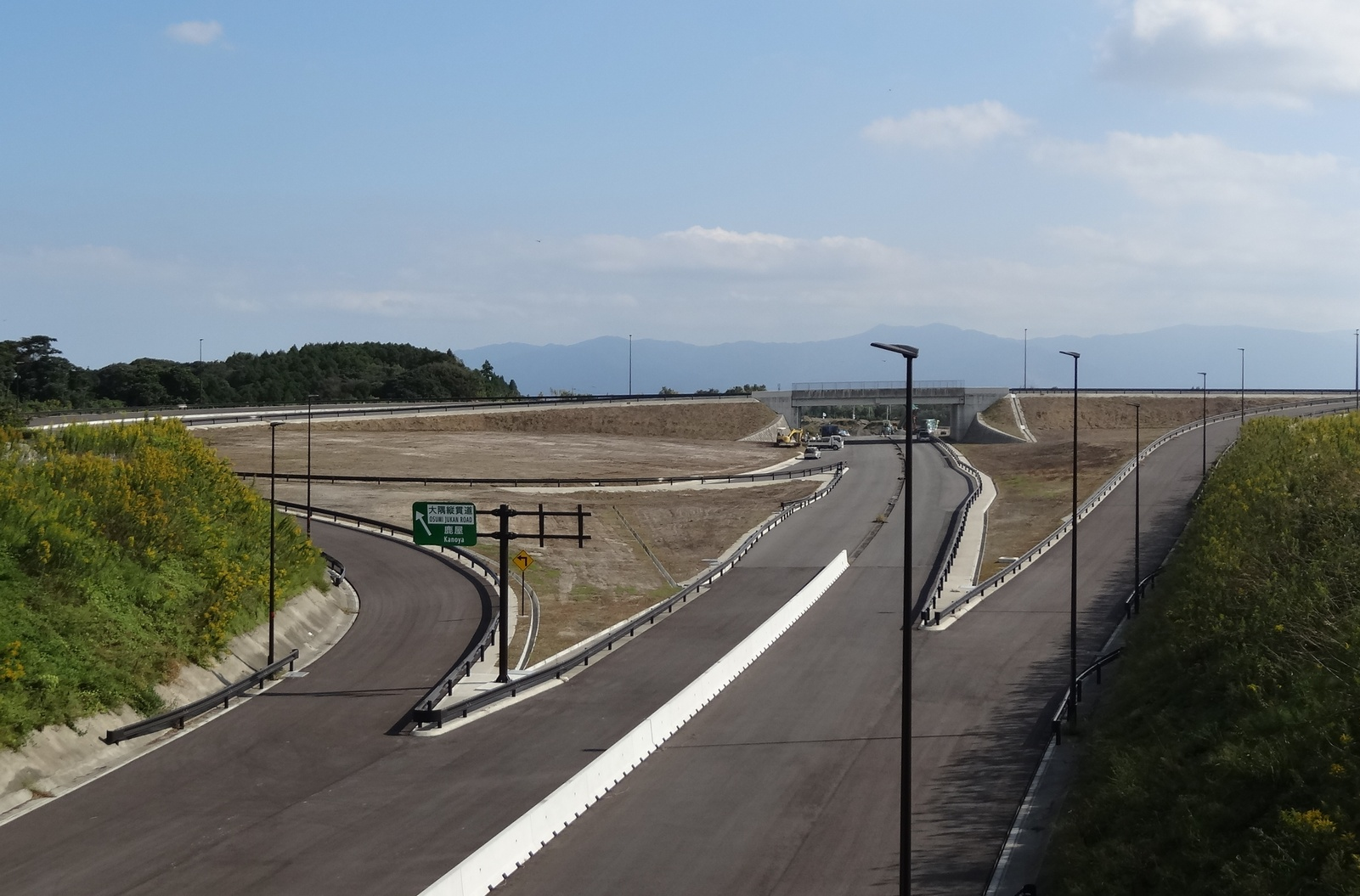
2014年10月撮影
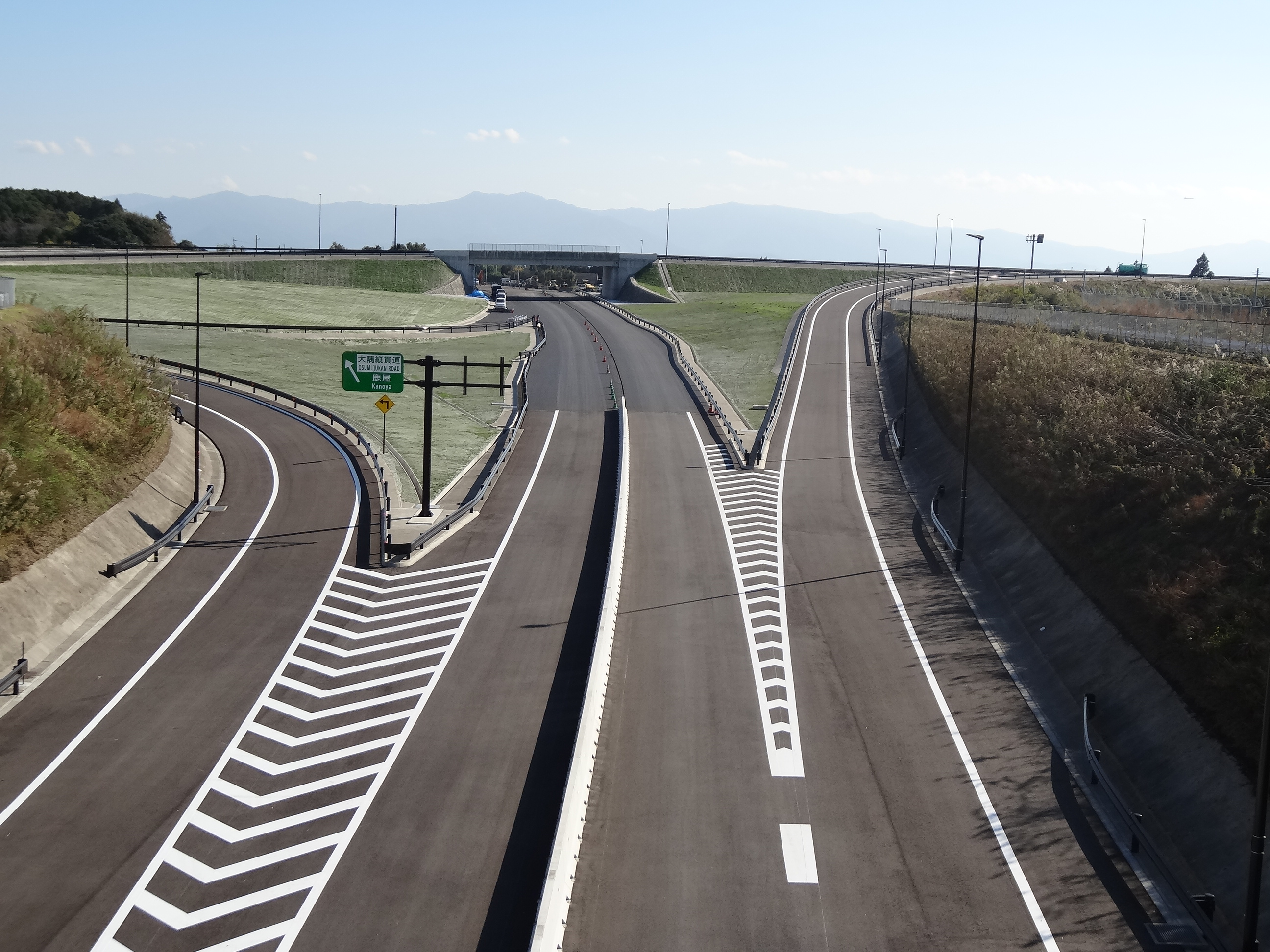
2014年11月撮影
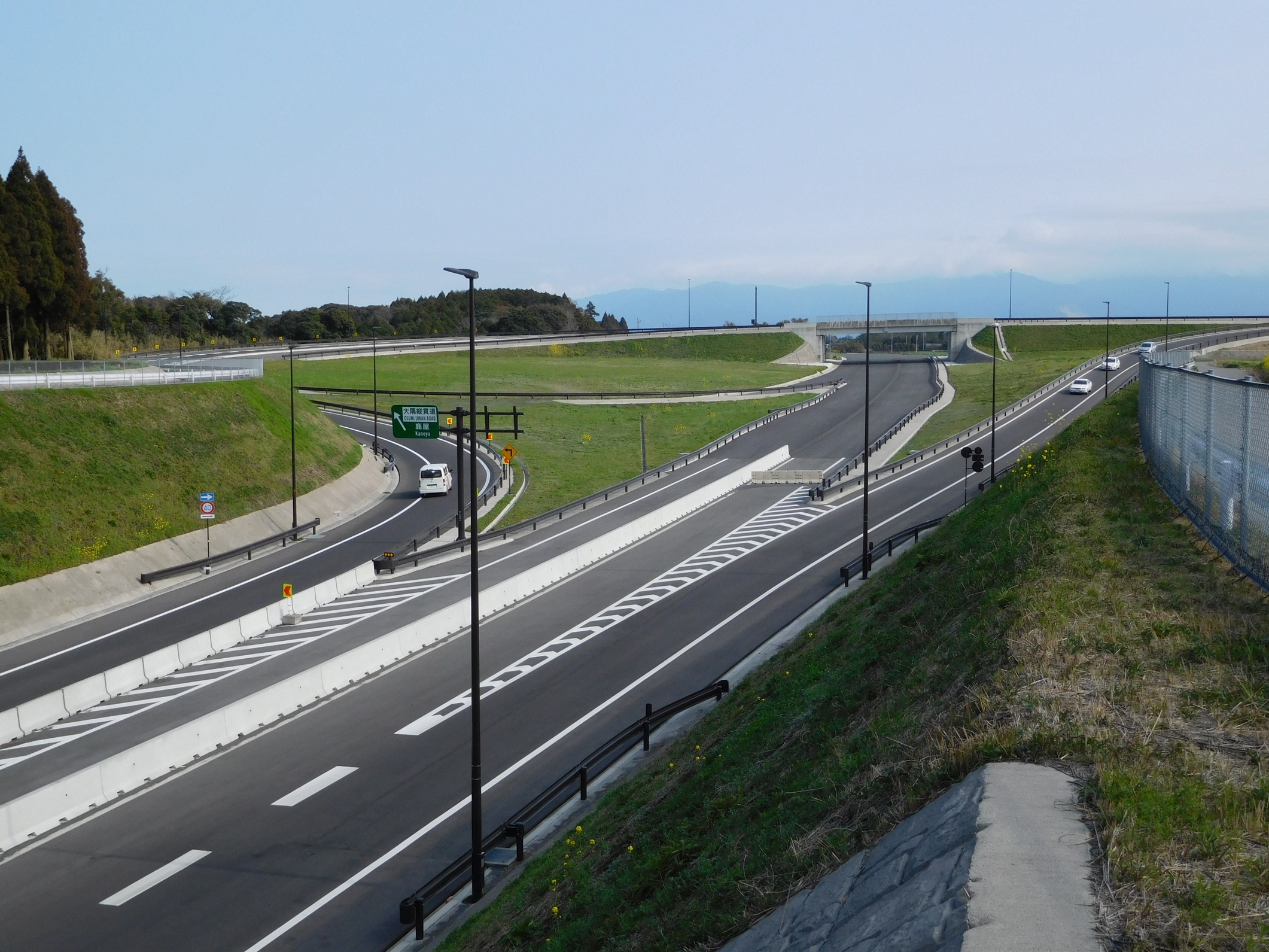
2015年3月撮影
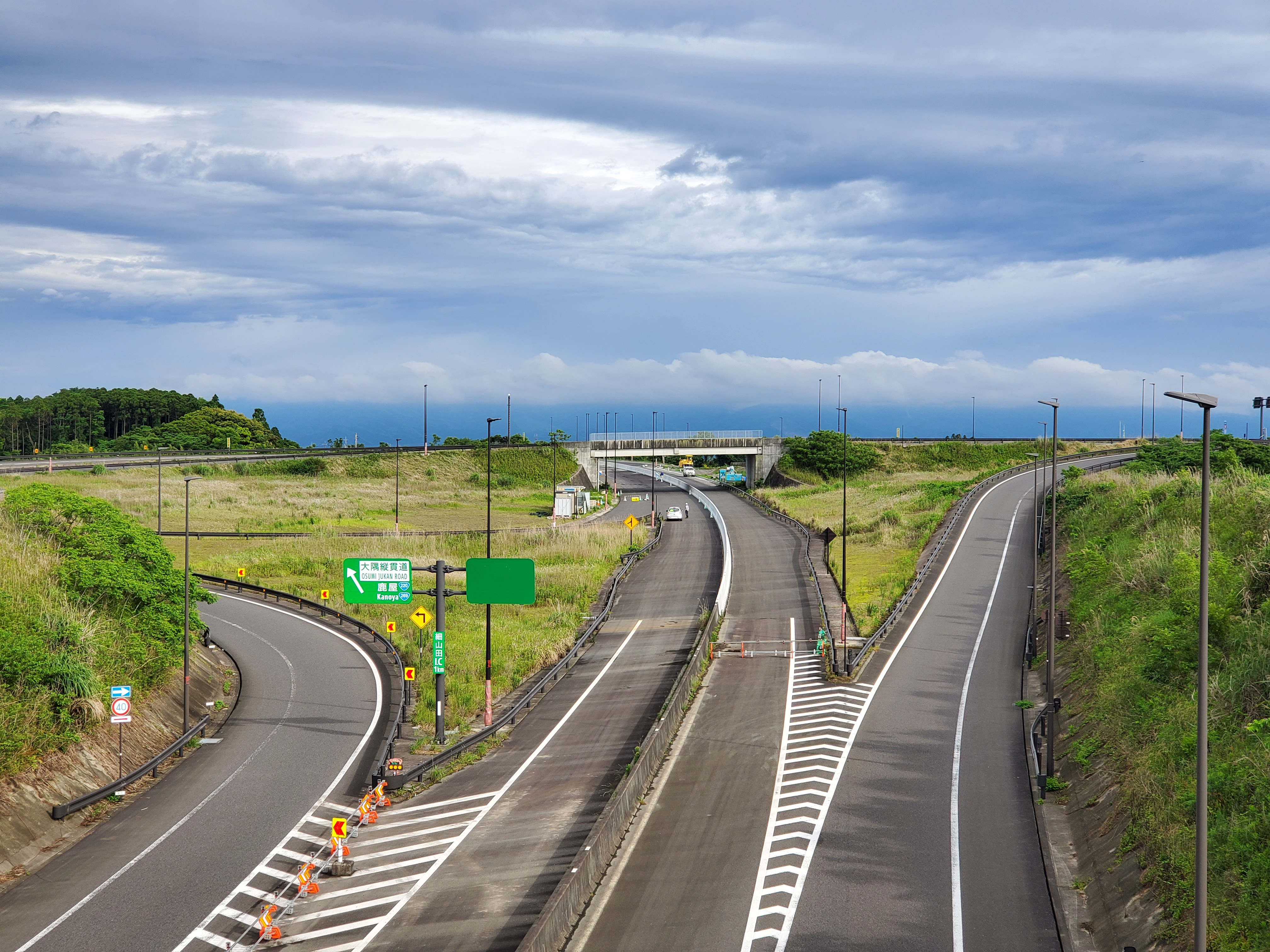
2021年5月撮影

## 隣

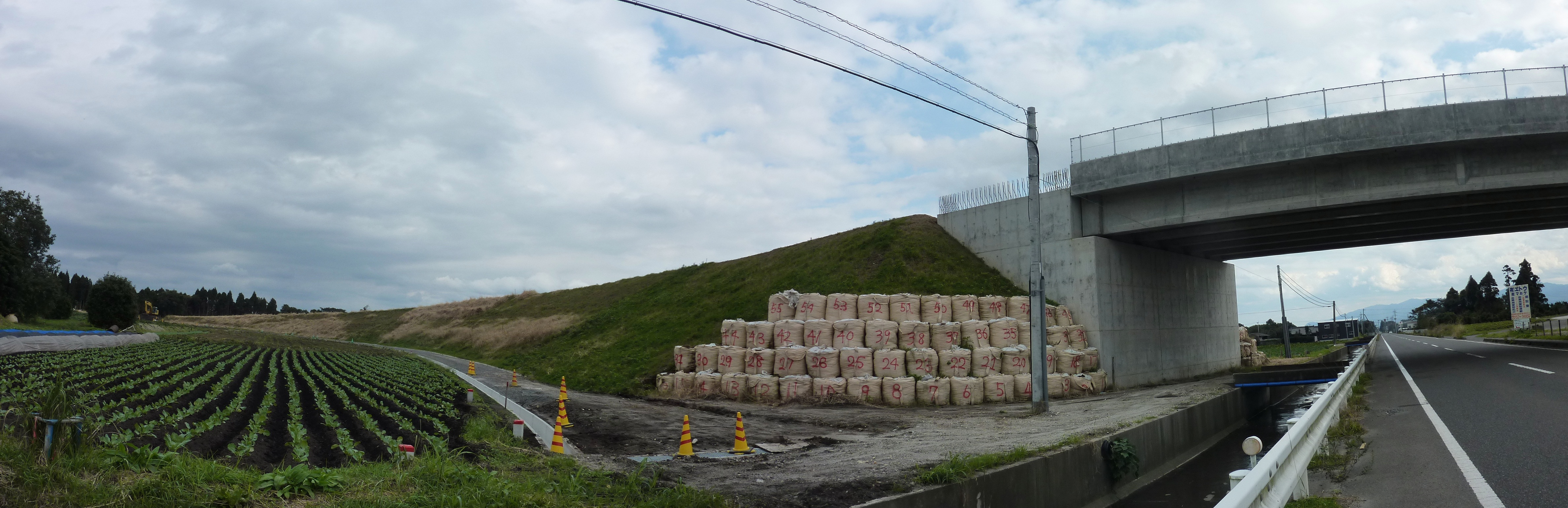
建設中の鹿屋串良JCTと大隅縦貫道を接続するAランプ橋（2011年11月撮影）、右下は主要地方道高隈串良線（県道67号）

E78 東九州自動車道
(36)大崎IC - (37)鹿屋串良JCT - (37-1)野方IC/道の駅野方あらさの - (38)曽於弥五郎IC
大隅縦貫道（串良鹿屋道路）
鹿屋串良JCT - 細山田IC